# Главный военно-морской суд Русского императорского флота
Главный военно-морской суд Русского императорского флота — орган государственной власти на Русском императорском флоте Вооружённых сил Российской империи, который как и обычный суд осуществлял правосудие в форме рассмотрения и разрешения вверенных ему категорий дел в установленном законом Российской империи процессуальном порядке в отношении военнослужащих флота.
Как и Главный военный суд Русской императорской армии он являлся верховным кассационным судом на флоте; не решая дел по существу, он следил за охранением точной силы закона и единообразным его применением прочими военными судами.
Председателем суда был чин морского ведомства в адмиральском или генеральском звании, назначаемый Императором. При суде состоял главный военно-морской прокурор.
В отличие от Главного военного суда, по отношению к законодательным вопросам функции военного министра лежали здесь на генерал-адмирале. Все законодательные вопросы рассматривались в полном составе членов закрытых  дверях.  Законодательные вопросы, касающиеся не одного морского ведомства, но и военно-сухопутного, рассматривались в соединенном присутствии главных военного и военно-морского судов.
По законодательным вопросам, имеющим связь с предметами гражданского ведомства, всеподданнейшие доклады не составлялись, но заключениям главных судов давалось дальнейшее направление в законодательном порядке, по общим установленным законами Российской империи правилам.
Канцеляриями Главного военного и Главного военно-морского судов служили главные управления военно-судное и военно-морское судное, в которых было сосредоточено и все делопроизводство по заведованию личным составом военно-судебного и военно-морского судебного ведомства.